# اسلحه خانه کرملین
اسلحه خانه کرملین (روسی: Оружейная палата) یکی از قدیمی‌ترین موزه‌های مسکو است. این در کرملین مسکو واقع شده است و بخشی از موزه کرملین مسکو است.
زرادخانه کرملین به عنوان زرادخانۀ سلطنتی در سال ۱۵۰۸ ایجاد شد. تا زمان انتقال دربار به سنت پترزبورگ، اسلحه‌خانه مسئول تولید، خرید و نگهداری سلاح، جواهرات و اقلام مختلف خانگی تزارها بود. بهترین اسلحه سازان مسکوئی (برادران ویاتکین)، جواهرسازان (گاوریلا اودوکیموف) و نقاشان (سایمون اوشاکوف) در آنجا کار می‌کردند. در سال‌های ۱۶۴۰ و ۱۶۸۳، آتلیه‌های شمایل‌نگاری و تصویرسازی را افتتاح کردند که در آن‌ها می‌توان درس‌های نقاشی و صنایع دستی ارائه داد. در سال ۱۷۰۰، زرادخانه با گنجینۀ اتاق‌های طلایی و نقره‌ای تزارهای روسیه غنی شد.
در کنار اتاق/موزۀ اسلحه خانه، اسلحه خانه کرملین نیز در حال حاضر محل نگهداری صندوق الماس روسیه است.